# Wolfgang Spier
Wolfgang Spier (27 de septiembre de 1920 - 18 de marzo de 2011) fue un actor, director y presentador de nacionalidad alemana.

## Biografía
Nacido en Fráncfort del Meno, Alemania, era hijo del psicólogo y quirólogo Julius Spier (1887–1942). Al finalizar sus estudios de Abitur quería estudiar medicina, pero los Nazis le prohibieron el acceso a la formación por considerarlo medio judío. Realizó estudios bancarios en Berlín, trabajando como empleado bancario hasta el final de la Segunda Guerra Mundial. Sin embargo, tomó lecciones de actuación en secreto, muriendo su maestro en una noche de bombardeos.
En 1946 Spier consiguió un compromiso para actuar en la Ópera Estatal de Hesse, donde trabajó bajo dirección de Karl Heinz Stroux. En 1950 volvió a Berlín, donde fundó el club teatral del British Center con actores como Horst Buchholz, Martin Benrath y Wolfgang Neuss, actuando también en los cabarets Die Stachelschweine y Die Wühlmäuse. Tras un breve período en el Düsseldorfer Schauspielhaus, a partir de 1957 trabajó como director independiente, actor, actor de voz y presentador. El programa concurso de televisión Wer dreimal lügt lo dio a conocer al gran público. En 1978 presentó cuatro programas de show radiofónico de Hans Rosenthal, Allein gegen alle, de ARD. Max Schautzer le sucedió como presentador. También trabajó en la serie de televisión Ein verrücktes Paar, una comedia con Grit Boettcher y Harald Juhnke, y en 1995 actuó en la pieza Sonny Boys, de Neil Simon.
Spier actuó en más de 250 producciones teatrales, desde el entretenimiento más liviando hasta las piezas más sofisticadas, siendo a menudo conocido como el „Rey del teatro de bulevar“. Como actor de voz, dobló a intérpretes como Peter Cushing (Misterio en la isla de los monstruos), Linda Hunt (El año que vivimos peligrosamente), John Nettleton (Sí ministro), Donald Pleasence (Fantastic Voyage y Drácula), Gene Wilder (Start the Revolution Without Me) y Kenneth Williams (Carry on Abroad). También fue narrador en la serie La frontera azul.
El primer matrimonio de Wolfgang Spier, entre 1949 y 1951, fue con la actriz Waltraud Schmahl, con la que tuvo una hija. En 1959 se casó con otra actriz, Almut Eggert, de la que se divorció en 1965. Fue el padrastro de Nana Spier, y con Almut Eggert tuvo una hija, Bettina Spier, que también fue actriz. Se casó nuevamente en 1981, con la actriz Christine Schild, divorciándose ambos en 1989. En 1991 se casó por última vez, siendo su esposa Brigitte Fröhlich.
Wolfgang Spier fue premiado en 1986 por su trayectoria, recibiendo la Cruz de la Orden del Mérito de la República Federal de Alemania. En 1988 fue galardonado por el Dramatiker Union con la Hoja de Plata. Finalmente, en 1995 recibió el Anillo Curt Goetz.

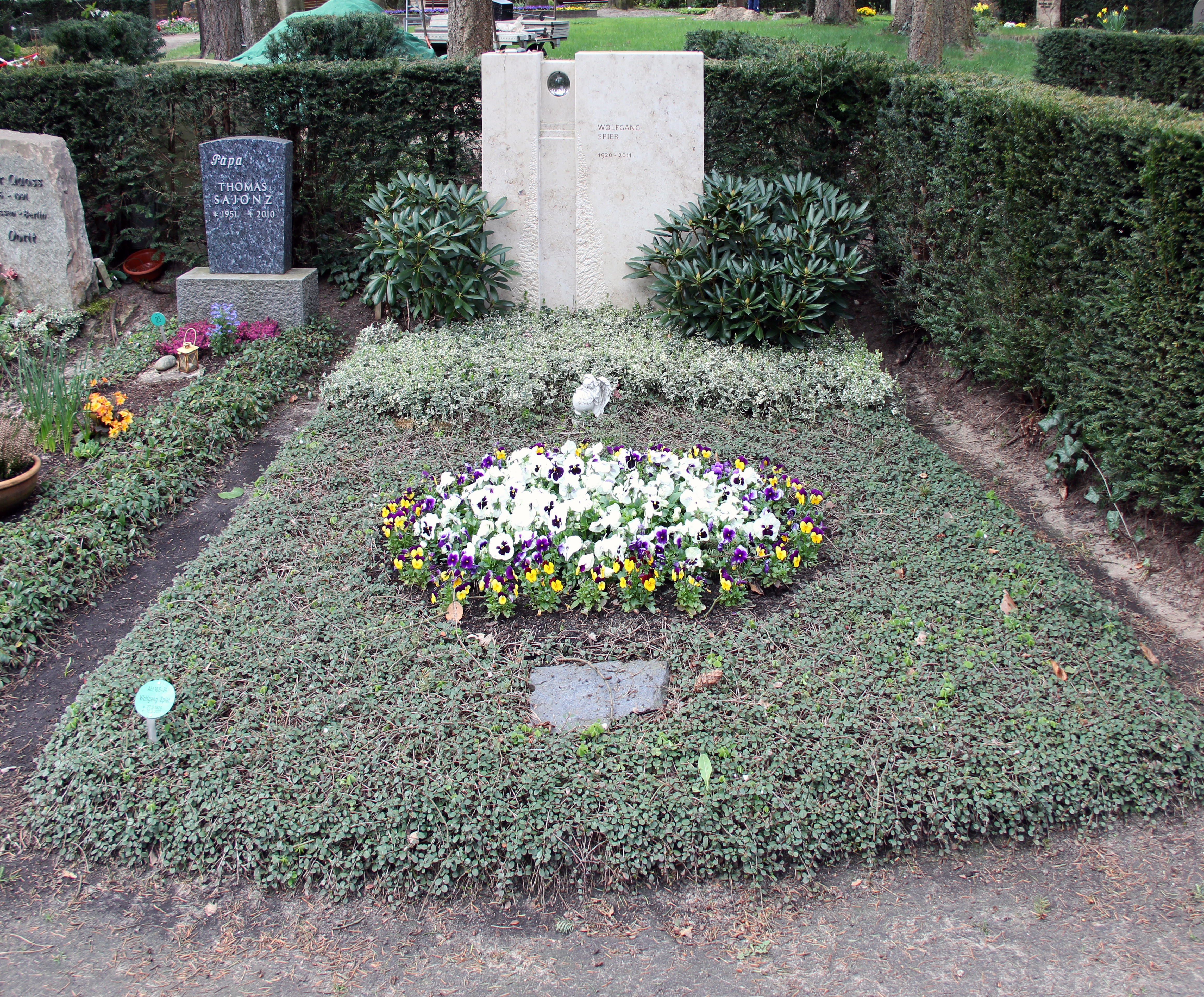
Tumba de Spier

Wolfgang Spier falleció el 18 de marzo de 2011 en Berlín, a los 90 años de edad, a causa de un infarto de miocardio. Fue enterrado en el Cementerio Friedhof Heerstraße de Berlín.

## Filmografía (selección)
- 1954 : Die Fuchsjagd (TV)
- 1961 : Das Wunder des Malachias
- 1963 : Die endlose Nacht
- 1963 : Der Fall Rohrbach (miniserie, 1 episodio)
- 1964 : Die Schneekönigin (TV, director)
- 1967 : Der Mörderclub von Brooklyn
- 1968 : Im Banne des Unheimlichen
- 1970–1971 : Der Kurier der Kaiserin (serie TV)
- 1971 : Großstadtprärie
- 1974 : Auch ich war nur ein mittelmäßiger Schüler
- 1975 : Derrick (serie TV), episodio Tod am Bahngleis
- 1977 : Das Biest (TV, director)
- 1977–1980 : Ein verrücktes Paar (serie TV, director)
- 1980 : Pension Schöller (TV, director)
- 1985 : Turf (serie TV)
- 1997 : Großstadtrevier (serie TV), episodio Die Suchmeldung

## Actor de doblaje
Spier fue actor de voz, y a lo largo de su carrera dobló a numerosos intérpretes, entre ellos Rene Auberjonois, Edward Andrews, Billy Barty, Roberts Blossom, James Hong, Graham Jarvis, Donald Pleasence y Kenneth Williams.

## Radio

### Director
- 1954 : Ferien im Viervierteltakt, de Helmut Harun, Günter Jannasck
- 1954 : Drachenkind - Dein Vater spinnt, de Kurt Kusenberg
- 1954 : Ein Band Molière, de Alfred Happ
- 1955 : Narkose, de Johannes Hendrich
- 1955 : Die Stadt der Gerechten, de Josef Martin Bauer
- 1956 : Unterm Birnbaum, de Theodor Fontane
- 1956 : Das Einhorn steht am Wege und lächelt, de Jürgen Gütt
- 1956 : Neues aus Schilda (episodio Haste Töne) , de Jürgen Gütt
- 1958 : Die Frau des Fotografen, de Marcel Pagnol
- 1958 : Goldregen, de John Boynton Priestley
- 1958 : Zwei alte Damen feuern, de Christian Bock
- 1959 : Der letzte Fall des Mr. Middlebury, de Dieter Ertel
- 1959 : Delila, de Ferenc Molnár
- 1959 : Andere Sterne, de Norman C. Hunter
- 1959 : Quadrille, de Noël Coward
- 1960 : Der Mann mit der Pauke in Wir Kellerkinder, de Wolfgang Neuss, Herbert Kundler
- 1960 : Das Teleskop, de R. C. Sherriff
- 1960 : Die verrückte Liebe, de André Roussin
- 1960 : Für Ursula verboten, de Margherita Cattaneo
- 1960 : Das Taubenhaus, de Günter Jannasck
- 1960 : Ein Tag mit Edward, de Hans Friedrich Kühnelt
- 1961 : Zufälle über Zufälle, de Henry Cecil
- 1961 : Wenn notwendig - Mord!, de  Philip Levene
- 1961 : Gottes liebe Kinder, de Marcel Pagnol
- 1961 : West End Story, de Anthony Gilbert
- 1961 : Dr. Knock oder Der Triumph der Medizin, de Jules Romains
- 1961 : Schlechtes Wetter mit schönen Aussichten, de Max Gundermann
- 1961 : Die Kette, de Ingeborg Drewitz
- 1961 : Vor den Feiertagen, de Giles Cooper
- 1961 : Ein verdienter Staatsmann, de T. S. Eliot
- 1962 : Keine Perle aus der Krone, de Giles Cooper
- 1962 : Die Nashörner, de Eugène Ionesco
- 1962 : Das verlorene Meisterbild, de Jean Marsus
- 1962 : Chez nous, de David G. Compton
- 1962 : Bridge mit Onkel Tom, de Robert Cedric Sherriff
- 1962 : Gedanken im Kreise, de Joachim Tettenborn
- 1962 : Der Pygmäe, de Marran Gosov
- 1962 : Koll, de Hermann Moers
- 1962 : Die Frauen des Ochsen – Koll, de Jacques Audiberti, Hermann Moers
- 1963 : Bisamrücken nach Büroschluß, de Hans Rothe
- 1963 : Ein Fehltritt, de Jack Popplewell
- 1963 : Tatort, de Hans Kasper
- 1963 : Zwei mal zwei ist zwei, de Hans Jürgen Bode
- 1963 : Das Martyrium des Peter Ohey, de Sławomir Mrożek
- 1963 : Alarm, de Kay Hoff
- 1963 : Auf Ihre Gesundheit, Gurij Lwowitsch, de Wladimir Dychowitschnij, Moris Slobodskoi, Wladimir Mass y Michail Tscherwinski
- 1964 : Die Flöte von Jericho, de Hans Kasper
- 1964 : Die Zwiebel, de Aldo Nicolaj
- 1964 : Das Konversationslexikon, de John Mortimer
- 1964 : Die Zimmerwirtin, de Jacques Audiberti
- 1964 : Der kleine Herr Nagel, de Hermann Moers
- 1965 : Rien pour rien, de Charles Maitre
- 1965 : Das Fräulein Marohn, de Ken Kaska
- 1965 : Über den Hügel, de Marran Gosov
- 1965 : Klopfzeichen, de Vojislav Kuzmanovic
- 1966 : Die Untermieterin, de Max Zihlmann
- 1966 : Hilary Maltby, de Max Beerbohm
- 1966 : Zwei Vögel auf einem Zweig, de Michel Déon
- 1966 : Mondschein über Kylenamoe, de Sean O'Casey
- 1967 : Komm', flüstere in mein gutes Ohr, de William Hanley
- 1967 : Wer viel fragt…, de David Campton
- 1967 : Cyprienne oder Scheiden tut nicht weh, de Curth Flatow
- 1967 : In der Klemme / Das Spiel im Spiel im Spiel, de Tauno Yliruusi
- 1968 : Zieh den Stecker raus, das Wasser kocht, de Ephraim Kishon
- 1968 : Meinungsforschung, de Garcia Diaz

### Presentador
- 1976–1984 : Wer dreimal lügt
- 1978 : Allein gegen alle

### Escritos
- Dabei fällt mir ein … Henschel, Berlín 2004, ISBN 3-89487-478-3.